# Лебеді (Калінінський район)
Лебеді — хутір в Калінінському районі Краснодарського краю. В складі Гривенського сільського поселення.
Населення — 1 717 мешканців (2005).
Хутір розташовано на Ангелінському єрику і гирлі Протока в дельті Кубані, за 4 км на схід від станиці Гривенська, за 32 км північно-західніше районного центру — станиці Калінінська. Рисові чеки.